# 1811 en arts plastiques
| Années des arts plastiques : 1808 - 1809 - 1810 - 1811 - 1812 - 1813 - 1814    |
| Décennies des arts plastiques : 1780 - 1790 - 1800 - 1810 - 1820 - 1830 - 1840 |

Pierre-Narcisse Guérin - Morphée et Iris.

Cette page concerne l'année 1811 en arts plastiques.

## Événements
- 4 novembre : Ouverture du Salon de Bruxelles de 1811, première édition d'une exposition d'œuvres d'artistes vivants.

## Œuvres
- Portrait de madame Élise Voïart, huile sur toile de Constance Mayer.

## Naissances
- 2 janvier : Uroš Knežević, peintre serbe († 21 octobre 1876),
- 15 janvier : Pierre Gustave Girardon, peintre paysagiste français († 16 mai 1887),
- 20 janvier : Vincent Vidal, peintre et aquarelliste français († 15 juin 1887),
- 27 février : Carl Frederik Holbech, sculpteur danois, actif à Rome († 23 juillet 1880),
- 3 mars : Christoph Wilhelm Wohlien, peintre allemand († 9 mai 1869),
- 19 mars : Louis Matout, peintre français († 24 janvier 1888),
- 20 mars : George Caleb Bingham, peintre américain († 7 juillet 1879),
- 4 avril : Octave Penguilly L'Haridon, peintre, graveur et illustrateur français († 3 novembre 1870),
- 6 avril : Clément Pruche, peintre, dessinateur, lithographe et caricaturiste français († 6 octobre 1890),
- 14 avril : Théodore Frédéric Salmon, peintre français († 5 août 1876),
- 15 avril ou 1817 : Katarina Ivanović, peintre serbe († 22 septembre 1882),
- 16 mai : Florentin Servan, peintre paysagiste français de l’école de Lyon († 23 mai 1879),
- 25 juin :
  - John William Casilear, peintre paysagiste américain († 17 août 1893),
  - Éloy Chapsal, peintre français († 20 juillet 1882),
- 3 septembre : Louis Marius Eugène Grandjean, peintre et littérateur français († 3 septembre 1889),
- 25 septembre : Firmin Salabert, peintre français († 21 juillet 1895),
- 21 octobre : François Geoffroi Roux, peintre de marines, aquarelliste et dessinateur français († 1882).
- 26 novembre : Ange-Louis Janet, peintre, illustrateur, lithographe et graveur français († 25 novembre 1872),
- 1er décembre : Andrea D'Antoni, peintre italien († 23 décembre 1868),
- 3 décembre : Eduard Bendemann, peintre allemand († 27 décembre 1889),
- Date précise inconnue :
  - Alphonse-Jules Contour, sculpteur animalier français († 1888),
  - Pierre Étienne Rémillieux, peintre français († 9 février 1856),
  - Benjamin Roubaud, peintre, lithographe et caricaturiste français († 14 janvier 1847),
  - Alexander Maximilian Seitz, peintre allemand, membre du mouvement nazaréen († 18 avril 1888).

## Décès
- 10 janvier : Luigi Frisoni, peintre italien (° 1760),
- 21 janvier : Nicolas Henri Joseph de Fassin, peintre liégeois (° 20 avril 1728),
- 22 août : Jean-Baptiste Huet, peintre français (° 22 octobre 1745),
- 4 septembre : Matsumura Goshun, peintre de paysages et dessinateur japonais (° 28 avril 1752),
- 22 décembre : François Devosge, peintre et sculpteur français (° 25 janvier 1732),
- ? : Giuseppe Maria Terreni, peintre italien (° 1739).